# Raymond Philip Etteldorf
Raymond Philip Etteldorf (* 18. August 1911 in Ossian, Iowa, USA; † 15. März 1986) war ein Kurienerzbischof der römisch-katholischen Kirche.

## Leben
Raymond Philip Etteldorf empfing am 8. Dezember 1937 das Sakrament der Priesterweihe.
Am 21. Dezember 1968 ernannte ihn Papst Paul VI. zum Titularerzbischof von Tyndaris und bestellte ihn zum Apostolischen Delegaten in Neuseeland. Paul VI. spendete ihm am 6. Januar 1969 die Bischofsweihe; Mitkonsekratoren waren der Sekretär der Kongregation für die Evangelisierung der Völker, Kurienerzbischof Sergio Pignedoli, und der Sekretär der Kongregation für die Bischöfe, Kurienerzbischof Ernesto Civardi. Am 21. Juni 1974 ernannte ihn Paul VI. zum Apostolischen Pro-Nuntius in Äthiopien. Im Oktober 1982 bestellte ihn Papst Johannes Paul II. zum Offizial im Staatssekretariat des Heiligen Stuhls.
Am 27. Dezember 1984 trat Raymond Philip Etteldorf als Offizial im Staatssekretariat zurück.